# Gösgen (distrikt)

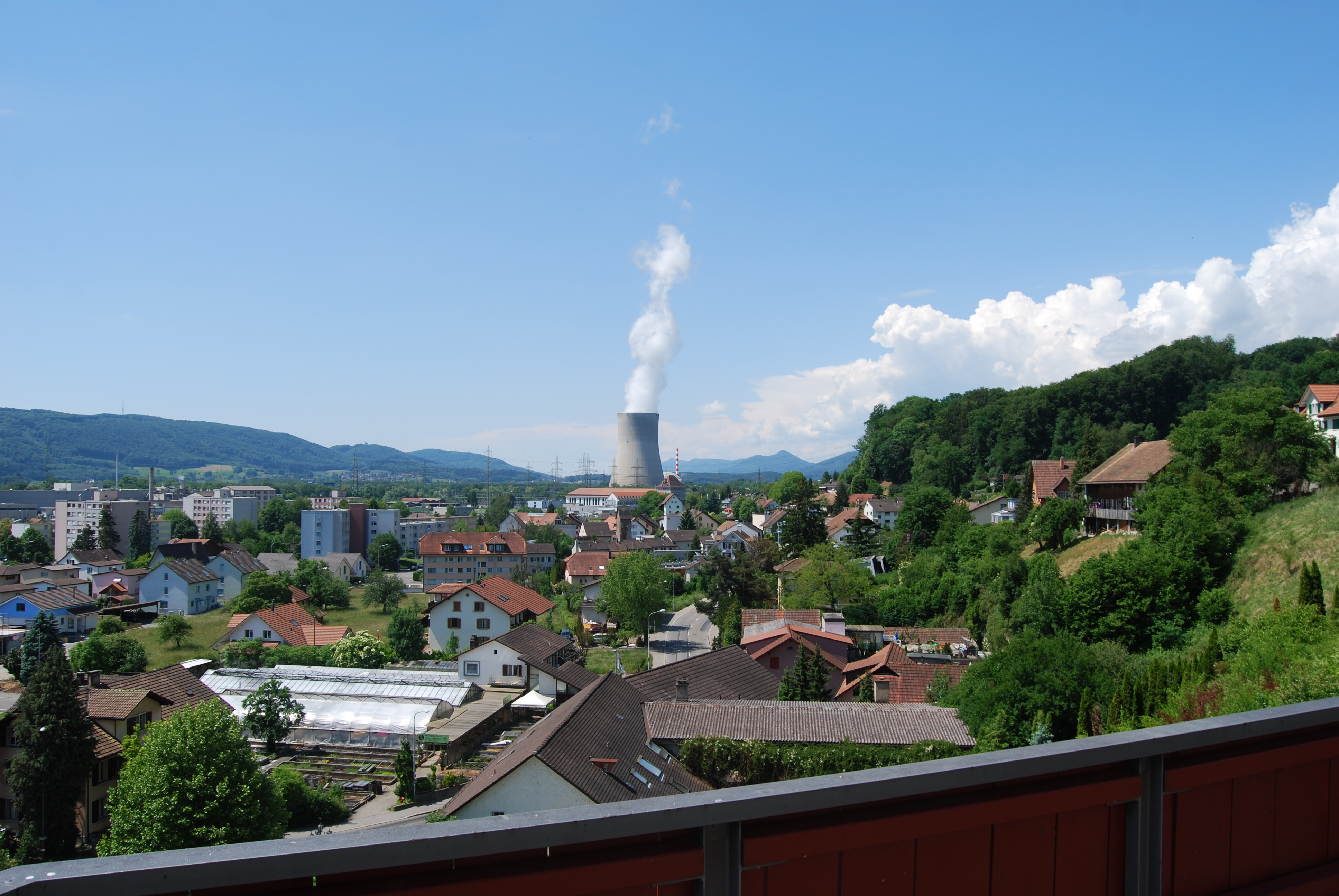
Niedergösgen.

Gösgen är ett förvaltningsdistrikt (Bezirk) i kantonen Solothurn i Schweiz. Distriktet har 10 kommuner (Gemeinden) och tillhör amtet (Amtei) Olten-Gösgen.

## Geografi
Distriktet omfattar den norra sidan av Aares dalgång mellan Olten och Aarau, dessutom kommunen Kienberg i Jurabergen.

## Kommuner
- Erlinsbach
- Hauenstein-Ifenthal
- Kienberg
- Lostorf
- Niedergösgen
- Obergösgen
- Stüsslingen
- Trimbach
- Winznau
- Wisen